# Флавій Северін
Флавій Северін (*Flavius Severinus, д/н —†після 461) — державний та політичний діяч Римської імперії.

## Життєпис
Народився десь в Італії. Взліт кар'єри почався за імператора Авіті, а потім при імператорі Майоріане брав участь у поході проти вестготів в Галлію у 458 році. Так як Майоріан хотів догодити аристократії в Італії та Галлії, він обрав Северіна як консула на 461 рік. Його колегою на Сході був Флавій Дагалайф. На бенкеті в Арелате, описаному істориком Сідонієм Аполлінарієм, Северін був другою найважливішою особою після імператора. Подальша доля не відома.